# سواد بوم‌شناختی
سواد بوم‌شناختی (به انگلیسی: Ecological literacy) (که همچنین به عنوان سواد زیست‌محیطی شناخته می‌شود) توانایی درک سیستم‌های طبیعی است که زندگی بر روی زمین را ممکن می‌سازد. باسواد بودن به معنای درک اصول سازماندهی جوامع بوم‌شناختی (یعنی اکوسیستم‌ها) و کاربرد آن اصول برای ایجاد جوامع انسانی پایدار است. این نوواژه توسط آموزگار آمریکایی دیوید دبلیو. اور و فیزیکدان فریتیوف کاپرا در دهه ۱۹۹۰ ابداع شد. – در نتیجه، ارزش جدیدی با عنوان «بهروزی زمین» وارد آموزش شد.